# Pterogorgia serrata
Pterogorgia serrata är en korallart som beskrevs av Achille Valenciennes 1855. Pterogorgia serrata ingår i släktet Pterogorgia och familjen Gorgoniidae. Inga underarter finns listade i Catalogue of Life.